# Солодчук Володимир Петрович
Володимир Петрович Солодчук (нар. 1980 — пом. 27 лютого 2022, неподалік селища Народичів на Житомирщині) — майор Національної поліції України, відзначився у ході російського вторгнення в Україну.

## Життєпис
Володимир Солодчук народився 1980 року на Житомирщині. З кінця 1990-х років служив в органах внутрішніх справ. В останні роки працював заступником начальника сектору поліцейської діяльності № 1 Коростенського районного управління поліції на Житомирщині. 27 лютого 2022 року поліцейські СПД № 1 Коростенського РУП перевіряли інформацію про диверсійну діяльність у прикордонному районі Житомирщини неподалік селища Народичів. Під час затримання російські диверсанти обстріляли службові автомобілі поліцейських. Володимир Солодчук та 40-річний майор поліції Іван Гераїмчук, інспектор з реагування патрульної поліції СПД № 1 Коростенського РУП загинули. Ще троє, серед яких представник громадського формування, отримали поранення.

## Нагороди
- орден «За мужність» III ступеня (2022, посмертно) — за особисту мужність і самовіддані дії, виявлені у захисті державного суверенітету та територіальної цілісності України, вірність військовій присязі.